# Васиотисса
Васиотисса (греч. Βασϊοτιςςα) — один из иконографических изводов (типов) Богоматери Одигитрия, по которому она изображается стоящей с Младенцем на правой руке.
Тип Васиотиссы относят к так называемой «обратной» Одигитрии, или Дексиократусы (греч. Δεξθοκρατυσα — «Правосторонняя» от греч. Δεξθοσ — «правый» и греч. κρατυσ — «сильный»), так как Богоматерь держит Младенца не на левой, как обычно, а на правой руке.
Название Васиотисса а происходит от наименования храма в Константинополе, построенного патрицием Бассом (Вассом) в годы правления императора Юстиниана (527—565). Данный извод, кроме эпитета Дексиократуса также имеет эпитеты Эвергетида (греч. ΕΔεξθοκρατυσαυεργετις — Благодетельница) и Севастократорисса (греч. Σεβαςτοκρατοριςςα — «Дарующая славу»).
Со временем все подобные изводы стали называть общим словом Одигитрия.
В древнерусском искусстве с XI в. известно также наименование «Царьградская» или «Константинопольская Божия Матерь».